# Liceo Comercial Diego Portales
El Liceo Bicentenario Comercial Diego Portales (abreviado LBCDP), es una unidad educativa coeducacional, técnico profesional del 
sector Administración y Comercio, dependiente de la Corporación Municipal de Servicios Traspasados de Rancagua, bajo la División de Educación desde 1987 de Rancagua, en Chile. Su nombre se debe a Diego Portales  quien fue un político chileno, comerciante y ministro de Estado, una de las figuras fundamentales de la consolidación del Estado de Chile.

## Historia
Tiene sus orígenes en el ex Instituto Comercial de Rancagua fundado el 10 de junio de 1942 ubicado en calle ocarrol. Su emplazamiento físico actual data de 1969, en que se impartían las Especialidades de Contabilidad, Ventas y Publicidad y Secretariado Ejecutivo, mientras que el nuevo edificio ubicado en calle Almarza 971. data del año 2005 permitiendo ingresar a la Jornada Escolar Completa.

## Equipo Directivo
El equipo directivo liderado por la Directora Sra Urbi Rojas Arriaran, desde el año 2020, a realizado diversas gestiones, de las cuales les toco enfrentar la pandemia del 2020. El equipo directivo se conforma por: 
- Directora: Urbi Rojas 
- Subdirectora: Carolina Montanares
- Inspectora General 1°ros y 2°dos: Janissa Caceres
- Inspector General 3°ros y 4°tos: Roberto Olave

## Especialidades y Matrícula
En el año 2001 se crea la especialidad de Administración que permite insertar técnicos medios para absorber demandas empresariales en servicios y, se actualizan de acuerdo a la reforma educacional, las especialidades de Contabilidad, Secretariado y Ventas.
Tiene una matrícula de 1750 estudiantes (marzo de 2023) y cuarenta cursos (diez en cada nivel). La formación diferenciada profesional se inicia en tercero medio, luego de haber cursado primero y segundo medio de enseñanza científico humanista. para posteriormente ingresar a la enseñanza Técnico Profesional (TP)
En el año 2005 todas sus especialidades fueron acreditadas por el Ministerio de Educación, obteniendo además la Certificación Nacional con sello de calidad, otorgado por la Fundación Chile en enero del 2009.

### Especialidades Actuales.
- Especialidad de Contabilidad

La Especialidad de Contabilidad involucra en sus procesos métodos y técnicas contables, financieros y tributarios para registrar sistemáticamente los hechos económicos que ocurren en una empresa, aplicar y supervisar el cumplimiento de las normas tributarias y de los derechos y obligaciones establecidos en los contratos de trabajo. 
TÍTULO PROFESIONAL: Contador (a) Técnico de Nivel Medio 
- Especialidad de Administración

El plan de estudio está orientado a entregar herramientas que potencien los conocimientos en estrategias y actividades de relaciones administrativas y de recursos humanos de la empresa. El Técnico en Administración está capacitado para desarrollar actividades de reclutamiento, selección y contratación de personal, desarrollar actividades de evaluación de desempeño y administración de remuneraciones. Agregando a esto su capacidad en la aplicación de la tecnología y suficiente conocimiento en la administración de base de datos.
TÍTULO PROFESIONAL: Técnico de Nivel Medio en Administración en Logística o Recursos Humanos
- Especialidad de Conectividad y Redes (Nueva, ingresada en 2015)

La Especialidad de Técnico en Conectividad y Redes forma técnicos a nivel medio en la instalación, configuración, operación y el mantenimiento de redes locales y corporativas sin perder la mirada en las Tecnologías de la Información y Comunicación.  
Su propósito es entregar al mercado personas íntegras con habilidades técnicas y sociales, que en su desempeño sean responsables y productivas. El proceso formativo del alumno está conformado por un conjunto de asignaturas que tienen ejes formativos en conectividad y redes computacionales, sistemas operativos, arquitectura de hardware y programación de redes.  
TÍTULO PROFESIONAL: Técnico(a) en Conectividad y Redes de Nivel Medio
- Especialidad de Programación (Nueva, ingresada en 2015)

Todo tipo de empresas y organizaciones,públicas o privadas, que operen con plataformas informáticas y requieren el diseño, desarrollo, implementación y evaluación de  Software y sistemas. Empresas de Programación, comercialización y servicio técnico de software. Emprendimiento propio en el ámbito de la consultoría informática o en el desarrollo de software.
TÍTULO PROFESIONAL: Técnico de Nivel Medio en Programación.

### Antiguas Especialidades.
- Especialidad de Ventas (última generación 2015)

La Especialidad de Ventas involucra métodos y técnicas relacionados con la motivación y atención al cliente, detección de las necesidades y de la capacidad de compra, descripción técnica de los bienes o servicios, cierre de ventas, despachos de productos y atención de servicios de posventas. 
TÍTULO PROFESIONAL: Técnico de Nivel Medio en Ventas 
- Especialidad de Secretariado (última generación 2015 )

Esta especialidad apunta directamente a la formación de un(a) profesional que se encargue del proceso comunicacional, tanto interno como externo de la empresa, sea esta una organización privada como pública. El trabajo secretarial es multiusual, pues la contabilidad, los problemas tributarios, los asuntos previsionales y contractuales, el ordenamiento de los documentos, hacen un todo de aprendizaje de técnicas que son necesarias para las actividades administrativas. 
TÍTULO PROFESIONAL: Secretario (a) Técnico de Nivel Medio 

## Infraestructura
Con una Extensión de 12.062 m² se ubica nuestra Unidad Educativa y la constituye un sector antiguo que data de 1969 con nueve Pabellones de un piso y un edificio de 3 pisos construido en el año 2005. Cuenta con un extenso patio multiuso, dos comedores, un salón auditórium, 8 laboratorios de especialidades técnico profesional con conexión internet, una sala de arte, una sala de música, 40 salas de clases, equipo de Integración Escolar (PIE). La biblioteca con 9.000 volúmenes aproximadamente, un laboratorio de idiomas, sala de profesores, gimnasio, enfermería, oficinas de Centro de Estudiantes (CEE) y Centro General de Padres -  Apoderados(CGPA) - Equipo de Convivencia Escolar (ENCOES), 1.058 mt2 de áreas verdes.

## Equipo Directivo y De Gestión
El equipo directivo del establecimiento se conforma por las siguientes área; 
- Directora; Sra. Urbi Rojas
- Subdirectora; Srta. Carolina Montanares
- Inspectoría General 1°ros y 2°dos Medios; Janissa Cáceres
- Inspectoría General 3°ros y 4°tos Medios; Roberto Olave

### Equipo de Gestión;
- Unidad Técnica Plan Común; Claudia Zepeda
- Unidad Técnica Plan Diferenciado; Luis Acuña
- ENCOES 1°ros y 2°dos Medios; Viviana Pérez
- ENCOES 3°ros y 4°tos Medios; Carmen Gómez

## Convivencia Escolar
El Departamento de Convivencia escolar, es un departamento que esta enfocado en las ayudas sociales en beneficio de los y las estudiantes, junto a los psicólogos que están para ayudar a los y las estudiantes y atender situaciones de emergencia de salud mental. 
El departamento está conformado por; 2 Encargadas de Convivencia Escolar - 2 Trabajadoras Sociales y 2 Psicólogos que conforman el equipo de convivencia escolar.

## Estamentos Institucionales

### Centro de Estudiantes;
Es uno de los principales estamentos que conforman el Consejo Escolar, es la organización representativa de los estudiantes hacia las diversas instituciones y autoridades, tanto internas como externas. el equipo del Centro de Estudiantes se conforma principalmente por; Presidente (a) - Vicepresidente (a) - Secretario (a) Ejecutivo (a) - Secretario (a) de Actas - Secretario (a) de Finanzas y los delegados o coordinadores creados por el presidente (a), dentro del Centro de Estudiantes se agregan dos docentes asesores del establecimiento, para generar una mayor comunicación entre estudiantes y docentes.
El Cargo del Centro de Estudiantes de manera titular es por 1 año lectivo, y la subrogancia del próximo hasta las nuevas elecciones que se realizan durante el mes de abril
| Año  | Nombre             | Especialidad                    | Vicepresidente  |
| ---- | ------------------ | ------------------------------- | --------------- |
| 2019 | Vicente Meza       | Administración Recursos Humanos | S/I             |
| 2020 | Vicente Meza       | Administración Recursos Humanos | S/I             |
| 2021 | Kamila Bustos      | Contabilidad                    | Marco Medina    |
| 2022 | Benjamin Aqueveque | Contabilidad                    | Francisco Caro  |
| 2023 | Alexander Sáez     | Administración logística        | Francisco Pérez |

#### Centro de Estudiantes 2022
El Centro de Estudiantes 2022 - 2023, fue un centro de estudiantes que estuvo marcado de diversas actividades y reformas al Centro de Estudiantes (ex Centro de Alumnos (CEAL)), desde el cambio de nombre a Centro de Estudiantes, la modificación del Reglamento Interno, entre varias reformas internas, lograron institucionalizar el Centro de Estudiantes. 
Los integrantes Benjamín Aqueveque - Nicolás Uribe y Francisco Caro, realizaron diversas gestiones y conexiones con otros centros de estudiantes, junto a diversos estudiantes se logró conformar un gran equipo de trabajo.  
Equipo: 
- Presidente; Benjamín Aqueveque C.
- Vicepresidente: Francisco Caro A. 
- Secretario Protocolo: Nicolás Uribe T. 
- Secretaría Académica: Nathaly Araya G. 
- Secretaría Ejecutiva: Matilda Bastias P.
- Secretaría de Salud: Camila Campos Z. 
- Secretaría: Valentina Sáez P.
- Coordinadora de Actividades: Anais del Pino N. 
- Coordinadora de Salud Mental: Mayra Abarca D.

El Centro de Estudiantes 2022, estuvo marcado bajo varias críticas, por la interacción y trabajo de sus integrantes, pero tras la pérdida de varios de sus integrantes, se lograron restablecer y continuar con sus actividades sin problema alguno

### Tribunal Calificador de Elecciones
Es el área encargada de realizar las elecciones del Centro de Estudiantes (CEE) y del Centro General de Padres y Apoderados (CGPA). en el caso del Centro de Estudiantes se designan 7 encargados del Tricel Junto al Docente Encargado del Departamento de Formación Ciudadana, Don Luis González B.

### Centro de Padres
El Centro General de Padres y Apoderados, es el estamento representativo de los padres y apoderados que integran la Comunidad Educativa del Establecimiento Educacional. 

### Representantes de los Profesores
El estamento de los representantes de los Profesores y Docentes, es representado por un profesor que integra el Consejo Escolar y a la par contamos con un docente representativo del Colegio de Profesores

### Representantes de los Asistentes de la Educación
El Estamento representativo de los asistentes de la educación, agrupa a todos los asistentes - paradocentes - inspectores y auxiliares, que forman parte de la Comunidad Educativa.